# Öchsenberg
Der Öchsenberg (auch Oechsenberg geschrieben), oft einfach auch nur Öchsen genannt, ist ein 627,2 m ü. NHN hoher Berg in der thüringischen Rhön und Hausberg der im Wartburgkreis gelegenen Stadt Vacha an der Werra.

## Geografie
Der Berg ist einer der nördlichsten Berge in der Rhön und liegt etwa drei Kilometer südlich der Stadt Vacha über dem Werratal. Nördlich und östlich wird der Berg von dem kleinen Fluss Oechse umflossen, der an den Hängen des Baiers entspringt. Westlich des Berges fließt der Bach Sünna talwärts, wo dieser, nordwestlich des Öchsenberges, in die Öchse mündet. Die Sünna entspringt am südlichen Hang des Dietrichsberges, dem südlichen Nachbarberg des Öchsenberges.
Am südlichen Hang bildete sich ein Bergsattel zu seinem Nachbarberg, dem Dietrichsberg (667,4 m ü. NHN) aus. Die maximale Höhe des Sattels beträgt etwa 450 m ü. NHN. Am südöstlichen Hang des Berges liegt der Hahnkopf (486,6 m ü. NHN). An den östlichen Hängen des Hahnkopfes und des Öchsenberges liegt Völkershausen. Im Sattel zwischen Öchsenberg und Dietrichsberg liegt das Freilichtmuseum „Keltendorf Sünna“ mit angeschlossener Gastronomie. Am westlichen Hang liegt das Dorf Sünna, ein Ortsteil von Unterbreizbach. Am nordwestlichen Hang liegt der kleine Weiler Poppenberg auf etwa 330 m ü. NHN. Die Hänge des Berges werden unterhalb von etwa 360 m ü. NHN zu großen Teil landwirtschaftlich genutzt. Darüber sind die Hänge zum großen Teil bewaldet.

## Geologie

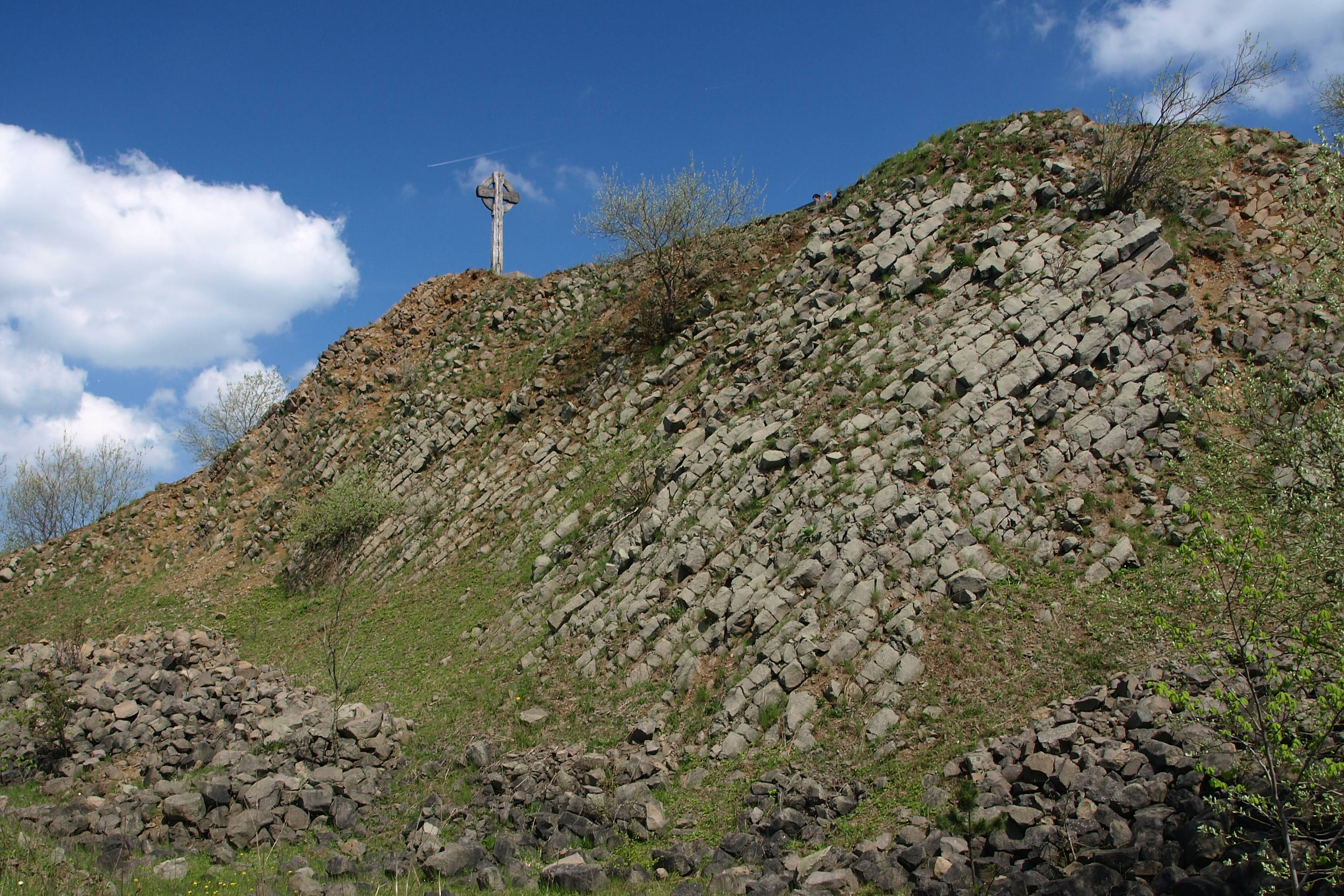
Basaltformation direkt unterhalb des Gipfels vom Öchsenberg

Der Öchsen ist, als deren nördlichste, eine der typischen Basaltkuppen der Nordrhön. Dabei wurden die alten, heute nur noch hypothetisch zu erschließenden Vulkanbauten und ihre Förderprodukte wie Tuffe bis auf geringe Reste durch Erosion wieder abgetragen, so dass nur noch ihr Wurzelbereich, als frei erodierte Schlotfüllung oder Rest einer Basaltdecke, erhalten blieb. Zum Zeitpunkt der Eruptionen ist eine flachwellige, fast ebene Landschaft zu erschließen, die erst viel später durch tektonische Kräfte angehoben und dadurch der Erosion ausgesetzt wurde. Das Gestein wurde in alten Berichten als Limburgit, also ein glasreicher Basanit, bestimmt. Dieser wird, wie alle dunklen, feinkörnigen Ergussgesteine in der Feldansprache als Basalt bezeichnet, ist aber kieselsäureärmer als echter Basalt. Direkte Altersbestimmungen für den Öchsen liegen nicht vor, am benachbarten Dietrichsberg wurde mittels Argon-Argon-Datierung ein Alter von knapp 20 Millionen Jahre ermittelt. der gesamte tertiäre Rhön-Vulkanismus war demnach zwischen etwa 18 und 20 Millionen Jahre alt. Der Basalt wurde bis 1986 in einem Steinbruch abgebaut, später wurde der Abbau auf den benachbarten Dietrichsberg übertragen. Hier sind teilweise schöne Basaltsäulen ausgeprägt.
Die Umgebung des Schlots besteht aus Kalkgestein des Muschelkalk, hier bis zum oberen Muschelkalk erhalten, umgeben von weichen Tonsteinen des Röt. In der weiteren Umgebung sind diese Gesteine verschwunden und bis zum mittleren Buntsandstein abgetragen worden. Das harte Gestein der Basaltkuppe hat diese als Härtling hier vor der Abtragung bewahrt. Am Öchsen sind sie teilweise durch ausgedehnte Blockfelder aus abgerundeten Basaltblöcken überdeckt und verhüllt.

## Flora und Fauna
Die heute zum großen Teil bewaldeten Hänge sind großflächige Zahnwurz-Buchenwälder, in denen unter anderem die geschützte Türkenbundlilie vorkommt. Auf den vorhandenen Blockschutthalden breiten sich edelholzreiche Hang- und Blockschuttwälder aus. Hier gedeihen unter anderem Knabenkräuter. Die aufgelassenen Steinbrüche, mit ihren noch lichten, oft mit Buschwerk und Birken bestandenen Solen und den Felswänden, geben für zahlreiche weitere Pflanzen und Tiere einen Lebensraum. Hier ist besonders der Uhu von Bedeutung.

### Naturschutzgebiet
Im Rahmen des UNESCO-Biosphärenreservats Rhön wurde der Öchsenberg im Jahr 1990 unter Naturschutz gestellt. Das Naturschutzgebiet hat eine Fläche von etwa 267 Hektar und ist eine Pflegezone des Biosphärenreservats.

## Geschichte
Der Öchsenberg war durch seine beherrschende Lage über dem Werratal schon seit Tausenden von Jahren Aufenthalts- und Siedlungsort. Sondierungen und Ausgrabungen fanden in den Jahren 1959, 1965, 1968 und 1972 statt. Demnach weisen die ältesten Funde am Berg auf die Anwesenheit von Menschen in der Jungsteinzeit und in der Zeit der Urnenfelderkultur hin. Die frühesten Besiedlungsspuren verweisen in die Bronzezeit, auf die einige Hügelgräber datiert werden. Das Oppidum entstand während der Hauptbesiedlungszeit auf dem Berg zwischen der Späthallstattzeit bis in die mittlere La-Tène-Zeit.

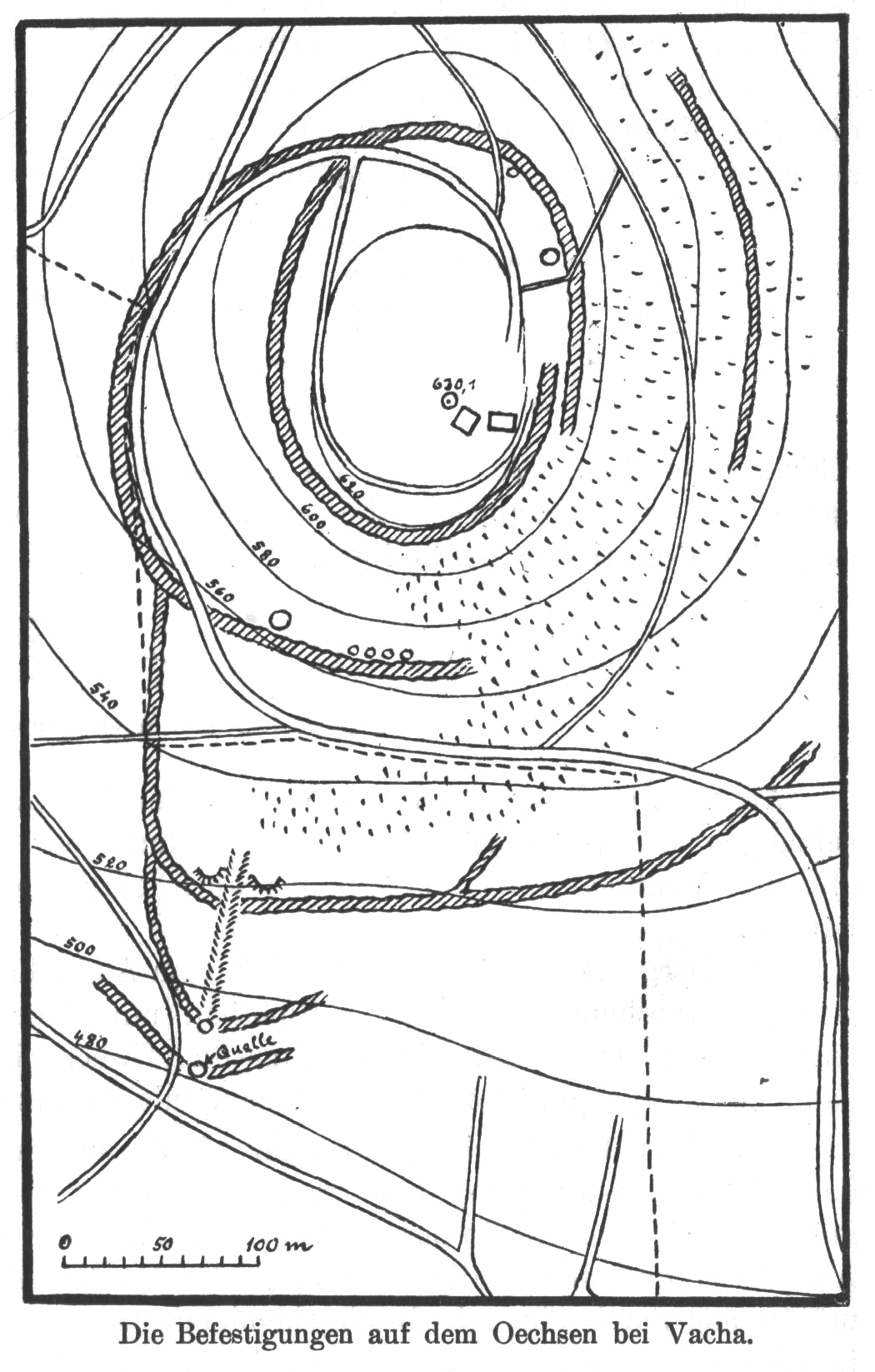
Übersicht zu den Wallanlagen auf dem Öchsen

Das keltische Oppidum hatte etwa eine Ausdehnung von 30 Hektar, die den ganzen Gipfelbereich umfasste und teilweise bis in niedrigere Regionen, im Bereich des Kalksteinsockels des Berges, reichte. Der innere Bereich der Siedlung im Bereich des Gipfels war mit doppelten, stellenweise auch mit dreifachen Ringwällen aus Basalt umgeben. Heute sind Reste dieser Wallanlagen noch im Süden und Südwesten erhalten, da hier nie der industrielle Basaltsteinabbau stattfand. In diesem Bereich sind daher heute noch das Tor der Anlage, mit übereinander greifenden Wangen und die Wälle um die Paulinenquelle als geschütztes Bodendenkmal erhalten. Die einzige Quelle des Oppidums, heute Paulinenquelle genannt, trat im Laufe der Zeit immer weiter talabwärts zu Tage. Somit wanderte die Quelle aus dem Bereich, der mit dem Wall gesichert war, heraus. Daher wurde die Quelle mehrfach durch neue sichelförmige Wälle immer wieder in den befestigten Bereich einbezogen. In der La-Tène-Zeit wird das Oppidum als Brückenkopf am Werraübergang der Altstraße Antsanvia zwischen dem Rhein-Main-Gebiet und dem Thüringer Becken, gesehen. Das Oppidum war neben der Steinsburg bei Römhild eine der größten Anlagen dieser Art in Thüringen. Man vermutet daher auch, dass mit dem bei Claudius Ptolemäus genannten Berg Kandouon der Öchsen gemeint sein könnte. Die erste gesicherte urkundliche Erwähnung fand in einer Schenkungsurkunde von Karl dem Großen im Jahr 786 statt, wo der Berg Uhsineberga genannt wurde.

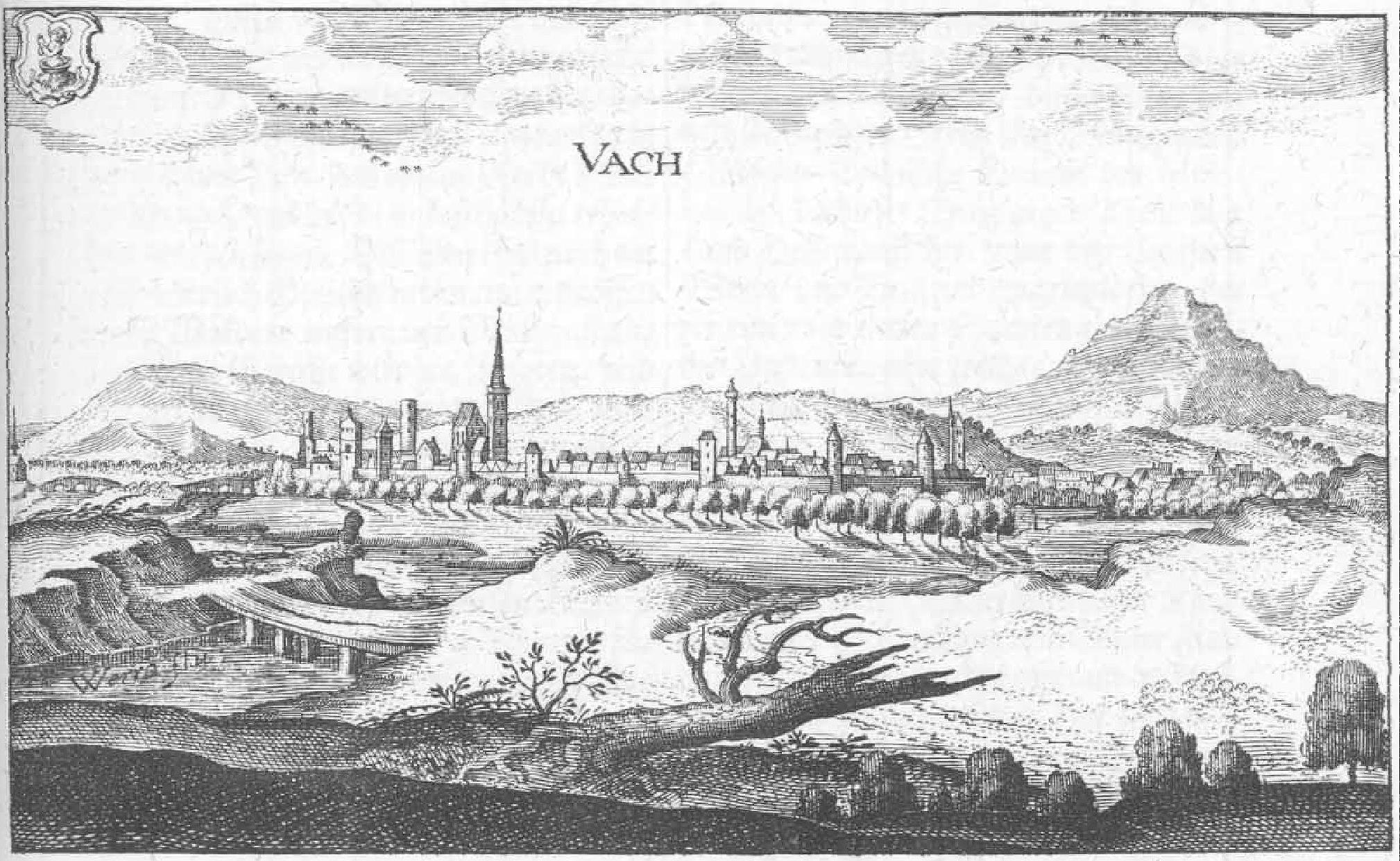
Kupferstich von Vacha im Jahr 1655 (Matthäus Merian der Jüngere), rechts ist der Öchsenberg wiedergegeben

Im Jahr 1876 begann die touristische Erschließung des Berges, als der Großherzogliche Sächsische Oberförster Richard Schmidt einen hölzernen zwölfeckigen Pavillon errichten ließ, auf dessen Dach eine Aussichtsplattform Platz fand, die über einen Außentreppe erreichbar war. Es war die erste bewirtschaftete Hütte, es existierte aber schon vorher eine Schutzhütte für Forstarbeiter und Wanderer auf dem Gipfel, die jedoch am 9. März 1876 durch einen Sturm zerstört wurde. Auch eine Aussichtsplattform, die auf einer großen Eiche angebracht war, existierte schon vor dem Jahr 1876. Richard Schmidt war es auch, der am 15. Juni 1877 die Sektion Vacha des Rhönklubs gründete. Dieser Verein sorgte in der Folgezeit für die ersten markierten Wege auf den damals noch etwa 632 Meter hohen Gipfel.
Um 1900 wurde der Pavillon baufällig, weshalb die Aussichtsplattform gesperrt wurde. Der Vachaer Rhönklub finanzierte daher den Bau eines massiv gebauten, drei Stockwerke hohen, Bismarckturmes. Auf dem anfänglich nicht überdachten Flachdach stand eine Feuerpfanne, es diente aber auch als Aussichtsplattform. Die Grundsteinlegung fand am 20. Mai 1902 statt. Als Ersatz für den baufälligen Pavillon wurde im Jahr 1907, neben dem Bismarckturm, eine neue unterkellerte Schutzhütte aus Holz gebaut. Durch den Ersten Weltkrieg und den industriellen Basaltabbau verkamen die Anlagen auf dem Berg. Erst ab 1924 wurden die Gebäude wieder saniert und die Schutzhütte wurde von einem Bergwirt bewirtschaftet. Die Schutzhütte brannte am 27. August 1930 ab. Der Wiederaufbau in Massivbauweise wurde am 18. Juli 1931 eingeweiht. 1937 wurde der Verein Besitzer von Grund und Boden auf dem sich Haus und Turm befanden (2373 m²). 1938 bekam die Schutzhütte Anschluss an fließendes Wasser, Elektrizität und Telefon. Ab dem 17. Dezember 1945 wurde die Vereinstätigkeit des Rhönklubs durch die sowjetische Militärverwaltung verboten. Da der Rhönklub Vacha erst im Jahr 1948 aus dem Vereinsregister des Amtsgerichtes Vacha gelöscht wurden, war es den Vereinsverantwortlichen noch möglich, die Anlagen auf dem Öchsenberg an die Stadt zu verkaufen. Die Stadt verpflichtete sich gegenüber dem Rhönklub Vacha, das Grundstück zum selben Preis wieder an den Rhönklub zu verkaufen, sobald der Zweigverein wieder aktiv werden konnte. Die Bewirtung in der Hütte fand noch bis 1963 statt, weshalb der Berg trotz des Basaltabbaus ein oft aufgesuchtes Wanderziel war. Im Jahr 1978 wurde die Hütte schließlich abgerissen und der Bismarckturm, der  zuletzt als Trigonometrischer Punkt verwendet worden war, wurde am 11. November 1978 gesprengt.
In der Folge wurde der obere Bergbereich zum militärischen und das Gebiet des Basaltabbaus zum betrieblichen Sperrgebiet erklärt. Dadurch war der Berg für die Öffentlichkeit nicht mehr zugänglich.

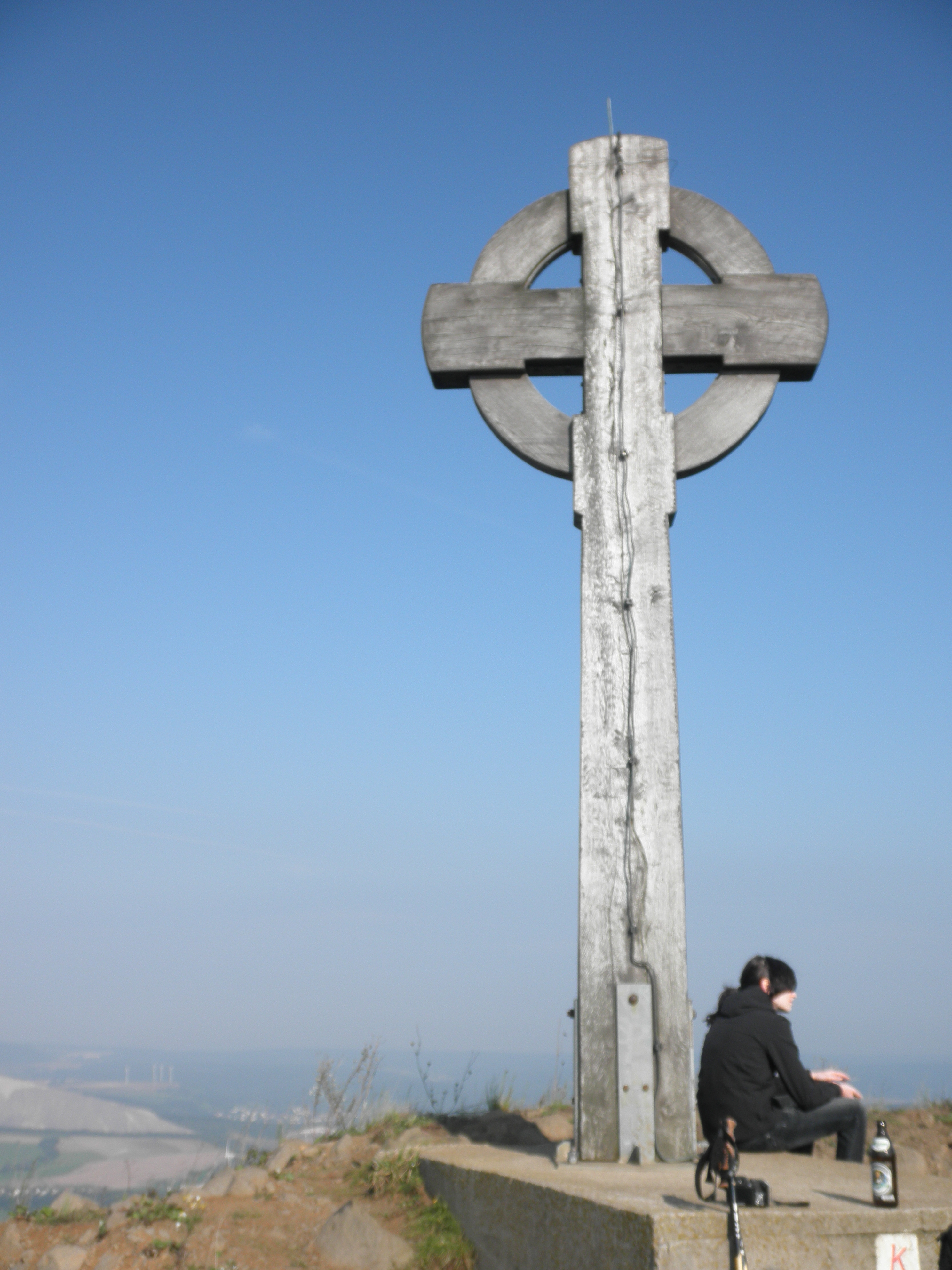
Keltenkreuz auf dem jetzigen Gipfel des Öchsen

Erst 1990 wurden durch den wiedergegründeten Rhönklub Vacha die Wanderwege auf den Berg wieder erschlossen und neu markiert. Die neuen regionalen Wanderwege, die den Dietrichsberg mit einschließen, machen seitdem durch Informationstafeln auf die botanische, zoologische und archäologische Bedeutung der zwei Berge aufmerksam. Auch überregionale Wanderwege laufen wieder über den Öchsenberg. Das sind die Wanderwege Main-Werra, Wasserkuppe-Bad Salzungen und der Ulstertalweg. Auf dem Grundstück des Rhönklubs auf dem Öchsen, das dem Verein seit 1995 wieder gehört, steht heute wieder, direkt unterhalb des Gipfels, der mit einem hölzernen Keltenkreuz versehen wurde, eine Informations- und Wanderhütte.

### Basaltwerk

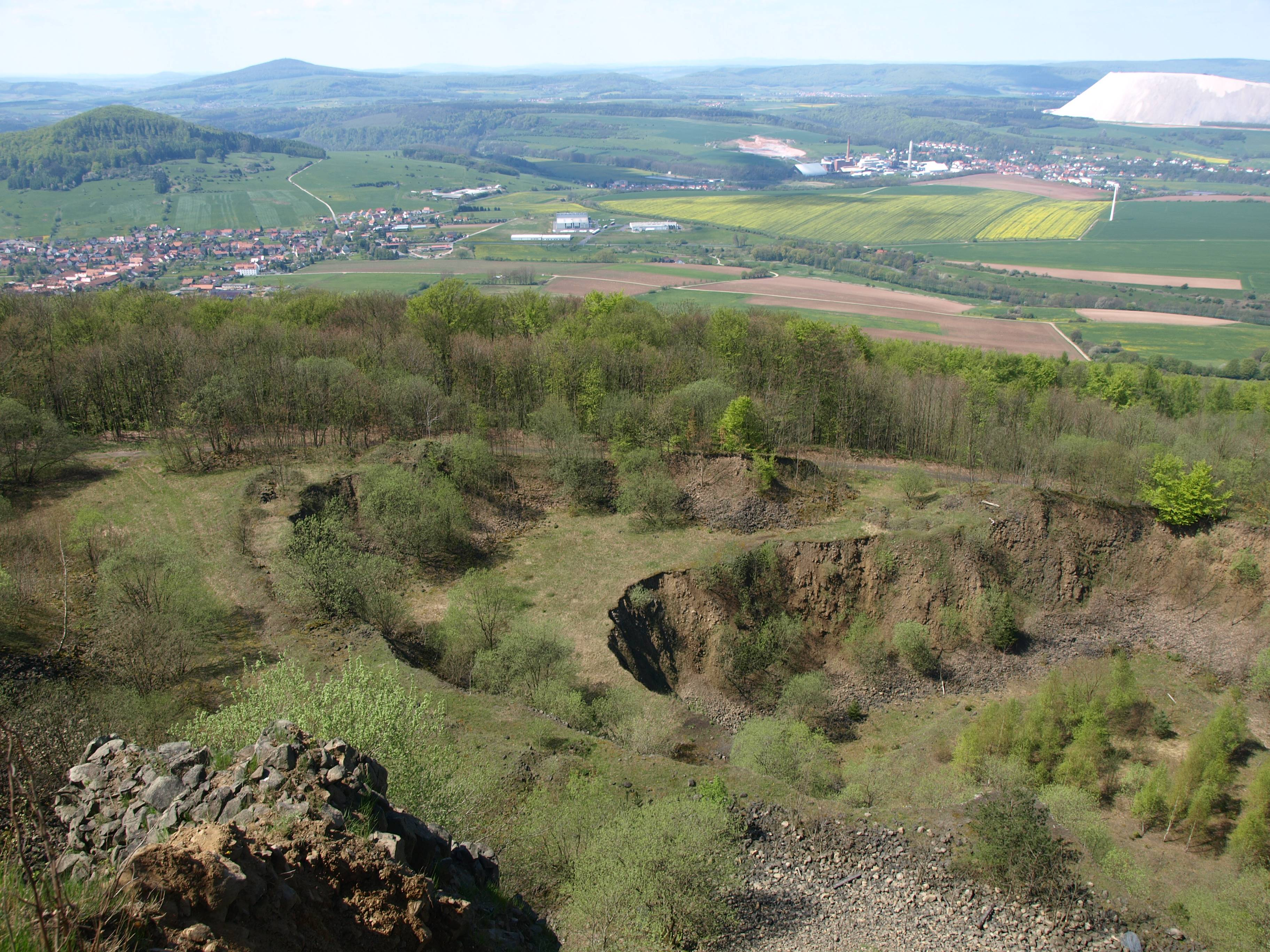
Aufgelassener Steinbruch im Gipfelbereich, im Tal ist links Sünna (darüber der Ulsterberg) und rechts davon Unterbreizbach und die Kalihalde Hattorf zu sehen.

Nachdem der Abbau von Basaltstein am Berg seit dem 17. Jahrhundert nachweisbar ist, begann etwas vor der Jahrhundertwende der industrielle Abbau. Das Basaltwerk war von 1899 bis 1975 mit einer Drahtseilbahn mit dem Vachaer Bahnhof verbunden. Von 1897 bis 1917 wurde das Werk auf einer Fläche von 4,97 Hektar von privaten Unternehmen betrieben. Danach war die Stadt Vacha Betreiber des Werkes und baute täglich etwa 800 Tonnen Basalt ab. Es wurde an die Straßenbauverwaltung, Reichsbahn und die Forstverwaltung geliefert.
Während der Zeit der DDR zeichnete der VEB Rhönbasalt für den Abbau am Öchsenberg verantwortlich. Begann der Abbau um 1900 mit einer Jahresproduktion von etwa 150 Güterwaggons, lag die Jahresproduktion im Jahr 1978 bei 4000 Waggons und stieg im letzten Jahr 1986 auf 6000 Waggons. Dabei wurde der Berg verwüstet und verlor etwa 16 Meter seiner ursprünglichen Höhe.
Der Basaltabbau am Öchsenberg wurde schließlich am 30. Juni 1986 eingestellt. Eine beabsichtigte Wiederaufnahme des Abbaus im Jahr 1990 wurde unter anderem durch eine Bürgerinitiative unter Führung des Rhönklubs Vacha und Proteste aus den umliegenden Gemeinden verhindert.